# Willy Decker
Willy Decker (Pulheim, Alemania, 8 de septiembre de 1950) es un director de escena alemán, conocido particularmente por sus producciones de ópera. Ha puesto en escena los estrenos mundiales de óperas de Hans Werner Henze (Pollicino, 1980), Antonio Bibalo (Macbeth, 1990) o Aribert Reimann (Das Schloss, 1992).
Decker recibió su formación musical en la Rheinischen Musikschule de Colonia y, posteriormente en la Universidad de Colonia y en la Hochschule für Musik und Tanz Köln, donde estudió filosofía, teatro, música y canto. Comenzó a trabajar como director asistente en Essen y en la Ópera de Colonia. Comenzó a dirigir nuevas producciones de ópera en los principales teatros europeos, así como en la Ópera de San Francisco o en la Opera lírica de Chicago. Debutó en el Festival de Salzburgo en 2004 con La ciudad muerta, regresando en 2005 con una aclamada producción de La traviata cantada por Anna Netrebko y Rolando Villazón.
Desde 2005 es profesor honorario de dirección teatral en la Hochschule für Musik "Hanns Eisler" de Berlín, y de 2009 a 2011 fue director artístico del festival Ruhrtriennale, donde ha dirigido nuevas producciones de Tristán e Isolda o Moses und Aron. 